# Baronía de Callosa

Escudo del municipio de Callosa de Ensarriá (provincia de Alicante), que dio nombre a esta baronía.

La baronía de Callosa es un título nobiliario español creado el 11 de diciembre de 1458 por el rey de Aragón Juan II al aceptar con facultad real este vínculo a Guerao Bou, quien había comprado la "baronía" en 1445 a Juan de Navarra (futuro rey de Aragón, Juan II), a la sazón, rey consorte de Navarra y Gobernador General de Aragón.
Este título fue rehabilitado en 1922 por el rey Alfonso XIII a favor de Mariano Crespí de Valldaura y Cavero, X conde de Serramagna, que se convirtió en el decimoquinto barón de Callosa.
Su denominación hace referencia al municipio de Callosa de Ensarriá, provincia de Alicante.

## Barones de Callosa
|                                 | Titular                                            | Periodo                        |
| Creación por Juan II de Aragón  | Creación por Juan II de Aragón                     | Creación por Juan II de Aragón |
| ------------------------------- | -------------------------------------------------- | ------------------------------ |
| I                               | Guerao Bou                                         | 1458-                          |
| II                              | Damiata Bou y Bou                                  |                                |
| III                             | Francisco Crespí de Valldaura y Bou                |                                |
| IV                              | Bernardo Ángelo Crespí de Valldaura y Zahera       |                                |
| V                               | Francisco Crespí de Valldaura y Olomar             |                                |
| VI                              | Ausias Crespí de Valldaura y Borja                 |                                |
| VII                             | Francisco Crespí de Valldaura y Pardo de la Casta  |                                |
| VIII                            | Ausías Crespí de Valldaura y Boil de la Scala      |                                |
| IX                              | José Salvador Crespí de Valldaura y Ferrer         |                                |
| X                               | Cristóbal Crespí de Valldaura y Brondo             |                                |
| XI                              | Cristóbal Crespí de Valldaura y Hurtado de Mendoza |                                |
| XII                             | Joaquín Crespí de Valldaura y Leguina              | ? -1814                        |
| XIII                            | Joaquín Crespi de Valldaura y Carvajal             | 1814-1857                      |
| XIV                             | .                                                  |                                |
| Rehabilitación por Alfonso XIII |                                                    |                                |
| XV                              | Mariano Crespí de Valldaura y Cavero               | 1922-                          |
| XVI                             | Gonzalo Crespi de Valldaura y Bosch-Labrús         |                                |
| XVII                            | Diego Crespi de Valldaura y Cardenal               | actual titular                 |

## Historia de los barones de Callosa
- Guerao Bou, I barón de Callosa.

1. Casó con Úrsula Bou. Le sucedió su hija:

- Damiata Bou y Bou, II baronesa de Callosa.

1. Casó con Luis Crespí de Valldaura y Mascón. Le sucedió su hijo:

- Francisco Crespí de Valldaura y Bou, III barón de Callosa, X señor de Sumacárcer.

1. Casó con Beatriz Zahera y Vilarig. Le sucedió su hijo:

- Bernardo Ángelo Crespí de Valldaura y Zahera, IV barón de Callosa, XI señor de Sumacárcer.

1. Casó con Beatriz Olomar. Le sucedió su hijo:

- Francisco Crespí de Valldaura y Olomar, V barón de Callosa, XII señor de Sumacárcer.

1. Casó con Juana de Borja-Lanzol. Le sucedió su hijo:

- Ausias Crespí de Valldaura y Borja, VI barón de Callosa, XIII señor de Sumacárcer.

1. Casó con Mencía Aznar y Pardo de la Casta. Le sucedió su hijo:

- Francisco Crespí de Valldaura y Pardo de la Casta (n. en 1578), VII barón de Callosa, XIV señor de Sumacárcer.

1. Casó con Vicenta Boil de la Scala y Vidal. Le sucedió su hijo:

- Ausías Crespí de Valldaura y Boil de la Scala (n. en 1600), VIII barón de Callosa, XV señor de Sumacárcer, I conde de Sumacárcer..

1. Casó con María de Calatayud.
2. Casó con Ana Margarita Ferrer y Crespí de Valldaura. Le sucedió, de su segundo matrimonio, su hijo:

- José Salvador Crespí de Valldaura y Ferrer (n. en 1651), IX barón de Callosa, II conde de Sumacárcer, señor de la baronía de Hornaza.

1. Casó, en 1676, con María Ludovica Brondo (f. en 1730), IV condesa de Serramagna, IV marquesa de Villasidro, VI condesa de Castrillo, IV marquesa de las Palmas, (sin retirar las Cartas de sucesión), VIII baronesa de la Joyosa-Guarda.

-Fueron sus hijos:
1. José Crespi de Valldaura y Brondo, III conde de Sumacárcer, V marqués de Villasidro, V marqués de las Palmas. Sin descendientes. Le sucedió su hermano:
2. Cristóbal Crespí de Valldaura y Brondo (1671-1766), X barón de Callosa, IV conde de Sumacárcer, V conde de Serramagna, VI marqués de Villasidro, VI marqués de las Palmas, VII conde de Castrillo.
  1. Casó con Josefa Hurtado de Mendoza y Trelles, X condesa de Orgaz.

Fueron sus hijos:
1. José Crespí de Valldaura y Hurtado de Mendoza, V conde de Sumacárcer, XI conde de Orgaz, VI conde de Serramagna, VII marqués de Villasidro, VII marqués de las Palmas, VIII conde de Castrillo. Sin descendientes. Le sucedió su hermano Cristóbal.
2. Cristóbal Crespí de Valldaura y Hurtado de Mendoza (n. en 1706), XI barón de Callosa, VI conde de Sumacárcer, VII conde de Serramagna, IX conde de Castrillo, XII conde de Orgaz, VIII marqués de Villasidro, conde de Peñarroja, conde de Santa Olalla.
  1. Casó con María de la Portería Lesquina y Gasca, V marquesa de la Vega de Boecillo, vizcondesa de la Laguna. Le sucedió su hijo:

- Joaquín Crespí de Valldaura y Lesquina (1768-1814), XII barón de Callosa, VII conde de Sumacárcer, VIII conde de Serramagna, VI marqués de la Vega de Boecillo, IX marqués de Villasidro, XIII conde de Orgaz, X conde de Castrillo, VIII marqués de las Palmas, marqués de Musey y vizconde de Toyara.

1. Casó con Francisca Carvajal Alencáster y Gonzaga Caracciolo.

-Fueron sus hijos:
1. Esteban Crespí de Valldaura y Carvajal, VIII conde de Sumacárcer, XI conde de Castrillo y VII marqués de la Vega de Boecillo. Le sucedió su hermano Joaquín.
2. Joaquín Crespi de Valldaura y Carvajal (1795-1857), XIII barón de Callosa, IX conde de Sumacárcer, XII conde de Castrillo, XIV conde de Orgaz, VIII marqués de la Vega de Boecillo, IX marqués de las Palmas, marqués de Musey, V marqués de Vega de Boecillo, vizconde de Toyara, barón de la Joyosa-Guarda y vizconde de la Laguna.
  1. Casó con Margarita Caro y Salas, hija del III marqués de la Romana. Le sucedió su hijo:

-Agustín Crespi de Valldaura y Caro, X conde de Sumacárcer, XIII conde de Castrillo, XV conde de Orgaz, IX marqués de la Vega de Boecillo y X marqués de las Palmas.
1. Casó con Margarita de Fortuny y Veri. Le sucedió su hijo:

-Esteban Crespí de Valldaura y Fortuny (1866-1920/1), XI conde de Sumacárcer, XIV conde de Castrillo, XVI conde de Orgaz.
1. Casó con María del Pilar Cavero y Alcibar- Jaçuregui, condesa de Sobradiel, baronesa de Castellví de Rosanes, dama de la reina Victoria Eugenia de Battenberg.

Fueron sus hijos:
1. Agustín Crespí de Valldaura y Cavero (n. en 1897), XV conde de Castrillo, XVII conde de Orgaz, XII conde de Sumacárcer (sin descendientes). Le sucedió su hermano Esteban.
2. Esteban Crespí de Valldaura y Cavero (1899-1959), X marqués de Villasidro, XVI conde de Castrillo, XVIII conde de Orgaz, XIII conde de Sumacárcer, barón de Castellví que casó con María Josefa Bosch-Labrús y López-Guijarro.
3. Joaquín Crespí de Valldaura y Cavero (n. en 1901), XI marqués de las Palmas, barón de Letosa.
4. María del Patrocinio Crespí de Valldaura y Cavero (n. en 1923), baronesa de la Joyosa-Guarda (por rehabilitación en 1922), X condesa de Sobradiel que casó con Manuel Cavero y Goicoenrrotea V duque de Bailén, IV marqués de Portugalete. Sin descendientes.
5. Mariano Crespí de Valldaura y Cavero (n- en 1922), XV barón de Callosa (por rehabilitación a su favor en 1922), X conde de Serramagna, que sigue

- Mariano Crespí de Valldaura y Cavero (n. en 1922), XV barón de Callosa (por rehabilitación a su favor en 1922), X conde de Serramagna. Le sucedió un hijo de su hermano Esteban Crespí de Valldaura y Cavero XIII conde de Sumacárcer, X marqués de Villasidro, XVII conde de Castrillo, XVIII conde de Orgaz, barón de Castellví que casó con María Josefa Bosch-Labrús, por tanto su sobrino:

- Gonzalo Crespi de Valldaura y Bosch-Labrús (n. en 1936), XVI barón de Callosa, XIV conde de Sumacárcer, XI conde de Serramagna, XI marqués de Villasidro, XVII conde de Castrillo, XIX conde de Orgaz, XII marqués de la Vega de Boecillo y barón de la Joyosa-Guarda.

1. Casó con María Eugenia Cardenal y de Caralt. Le sucedió su hijo:

- Diego Crespi de Valldaura y Cardenal (n. en 1966), XVII barón de Callosa